# طوقة
طوقة هي بلدية فرنسية تقع في مقاطعة قلفادُس في منطقة نرمندية.